# 林宝喜
林宝喜（1931年—2016年），廣東省惠來縣靖海鎮纪前吴管区人、加拿大公民，中共政治人物、香港商人、揭陽市政協委員林國光和香港宝景实业有限公司董事总经理林嘉伟的父親。
林氏生前任香港宝景实业有限公司董事局主席、香港宝光电器金属塑胶有限公司董事局主席、香港恆峰投資有限公司董事局主席丶若干宝景实业集團附屬丶關聯公司董事，惠来县政协委员、揭阳市政协委员、香港慈雲閣董事、香港惠来同鄉會名譽會長、揭阳市榮譽市民。

## 慈善榮譽
林氏在惠來、靖海等捐贈惠来县宝喜高级中学、宝喜大道等。而林氏先後獲揭阳市荣誉市民、揭阳市慈善莲花特别奖。其慈善捐款達1億元港幣

## 事業
林氏家族旗下包括香港寶景實業有限公司、新疆西域香源科技有限公司、宝景实业（吉安）有限公司、国丰国际有限公司、万景商城（吉安）有限公司、吉安国际酒店有限公司，林氏家族投資的產業包括地產發展、酒店投資、物業投資、電器加工、國際貿易、實业投資。